# Tętnica nadnerczowa dolna
Tętnica nadnerczowa dolna (łac. arteria suprarenalis inferior, ang. inferior suprarenal artery) – w anatomii człowieka tętnica zazwyczaj odchodząca od tętnicy nerkowej. Przebiega stromo w górę po odnodze przepony. Dochodząc do nadnercza dzieli się na gałązki końcowe, które zespalają się z gałązkami tętnicy nadnerczowej środkowej i tętnicy nadnerczowej górnej.
Zmienności odejścia tej tętnicy są bardzo częste. Poza najczęstszym początkiem od pnia tętnicy nerkowej, może być jej końcowym odgałęzieniem. Może też odchodzić od tętnicy nerkowej dodatkowej, bezpośrednio z aorty, pnia trzewnego (samotnie lub razem z tętnicą nadnerczową środkową), tętnicy jajnikowej lub tętnicy jądrowej.